# Tōshōdai-ji

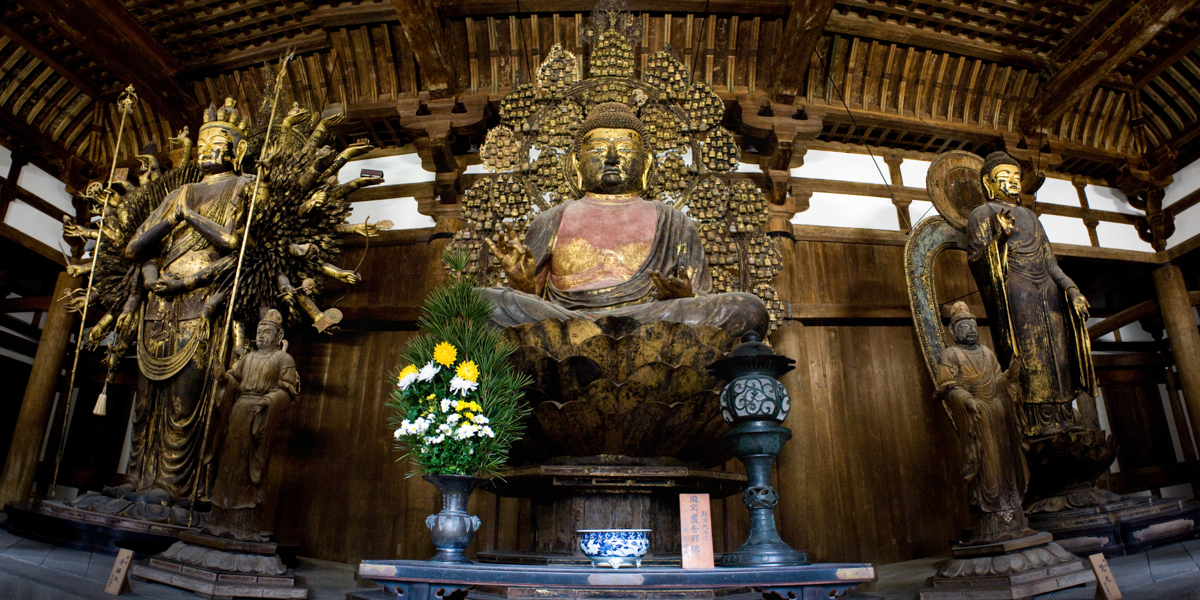
L'interno della sala principale (kondō)

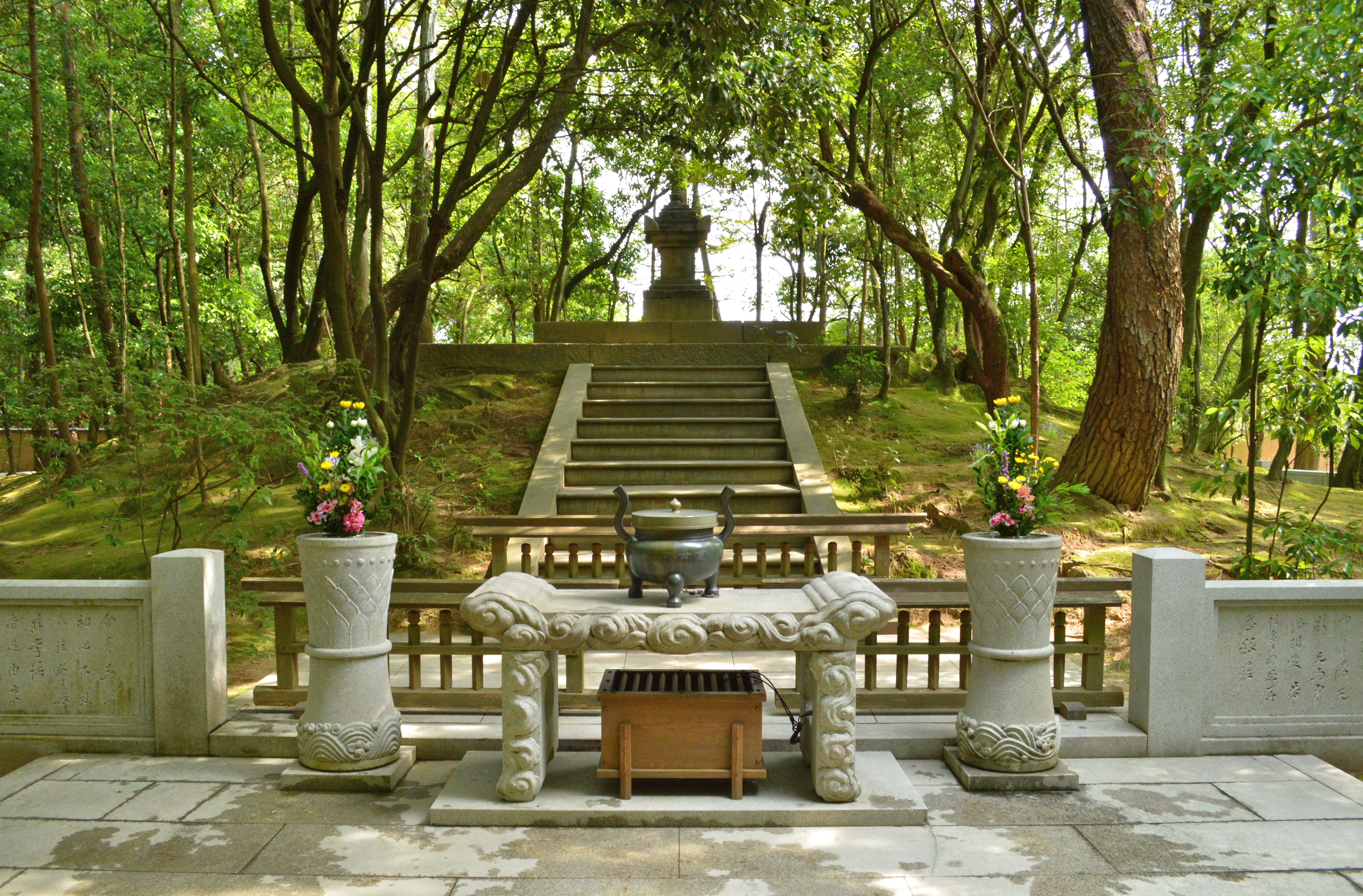
La tomba di Ganjin

Il Tōshōdai-ji (唐招提寺) è un tempio buddhista della setta Ritsu situato nella città di Nara, nella Prefettura di Nara, in Giappone. Fu fondata nel 759 dal monaco cinese della dinastia Tang Jianzhen (in giapponese Ganjin) durante il periodo Nara che si trasferì in Giappone e fu sepolto sul sito. Tōshōdai-ji è il tempio principale della setta Risshū. La sua architettura è considerata un classico esempio dell'architettura dell'era Tempyo (天平, 729-740).

## Architettura
La sala principale (kondō) fu costruita dopo la morte di Ganjin, probabilmente nel 781. Dal 2000 al 2009/2010 sono stati eseguiti lavori di ristrutturazione. Qui, al centro della piattaforma, si trova una figura seduta alta 304,5 cm di un Buddha Rushana (Buddha cosmico, sanscrito: Vairocana), classificato come tesoro nazionale. Questa immagine di culto (Honzon) è del periodo Nara e risale all'VIII secolo. L'aureola è alta 515 cm ed è decorata con 862 piccoli Buddha. Anche nel Kondō c'è un Kannon dalle mille braccia di 535,7 cm di altezza, del periodo Nara e risale all'VIII secolo considerata un tesoro nazionale; si trova sul lato sinistro dell'immagine di culto principale. Una terza figura nel Kondō, classificata come Tesoro Nazionale, è a destra del centro; è una figura in piedi alta 369,7 cm di Yakushi Nyorai (Buddha della medicina, Buddha guaritore), che fu realizzata nel 796-815 all'inizio del periodo Heian. Questa figura si trova a destra dell'immagine principale del culto. La datazione al primo periodo Heian è il risultato del ritrovamento di tre vecchie monete nel palmo sinistro, che sono state trovate durante una riparazione nel 1972. Nel Kondō ci sono anche due figure di divinità in legno dipinto che sono elencate come tesori nazionali, una di Bonten con un'altezza di 186,2 cm e una di Taishakuten con un'altezza di 188,8 cm. Entrambe le figure risalgono alla seconda metà dell'VIII secolo e sono del periodo di Nara. Queste due figure stanno nei due spazi frontali tra le tre grandi figure. L'insieme di figure di altissima qualità del Kondo è completato dai Quattro Re Celesti, anch'essi classificati come tesoro nazionale.
L'aula magna (kōdō) proviene dal palazzo imperiale di Nara (Heijō-kyū) ed è l'ultimo edificio originale sopravvissuto del palazzo. A quel tempo fungeva da edificio amministrativo (Higashi Chōshūden) e venne donato al tempio. L'edificio è stato ristrutturato per creare un unico grande spazio. Il tetto Kirizuma è stato sostituito dall'odierno tetto Irimoya e l'edificio ha anche più porte. L'edificio in legno con pareti intonacate di bianco costruito su una piattaforma in pietra fu costruito nel 763 ed è quindi periodo di Nara. L'aspetto attuale della sala è in gran parte dovuto a ricostruzioni del periodo Kamakura intorno al 1275. Sul fronte meridionale, i cinque vani centrali si aprono sulla piazzetta a doppia anta. I due scomparti laterali hanno ciascuno finestre Renji-mado. L'Aula Magna è classificata come Tesoro Nazionale. Anche questa sala è stata recentemente oggetto di un restauro decennale, durante il quale è stata completamente smontata e rimontata. All'interno ci sono diverse statue buddiste di alto valore artistico su una piattaforma relativamente piccola coperta da un baldacchino, tra cui come immagine di culto principale (Honzon) la statua del Buddha Maitreya seduto del periodo Kamakura in legno dorato con una grande aureola, alta 284 cm, Importante Bene Culturale, la statua lignea di Jikokuten (tesoro nazionale, periodo di Nara, VIII sec.) e la statua lignea di Zōjōten (tesoro nazionale, periodo di Nara). La coppia più piccola di figure (sanscrito: Dhrtarastra e Virudhaka) posta su entrambi i lati davanti all'Honzon è anche conosciuta come Ni-tennō. Le figure sono alte 131,0 cm (Jikokuten) e 130,2 cm (Zōjōten).
Nella sala dell'immagine (mieidō) c'è una statua lignea di Ganjin seduto, che viene esposta al pubblico una volta all'anno dal 5 al 7 giugno. Nel Kaisandō è esposta una replica moderna, realizzata secondo antiche tecniche.
Nel 1998 il tempio è stato iscritto come Patrimonio Mondiale dell'UNESCO.

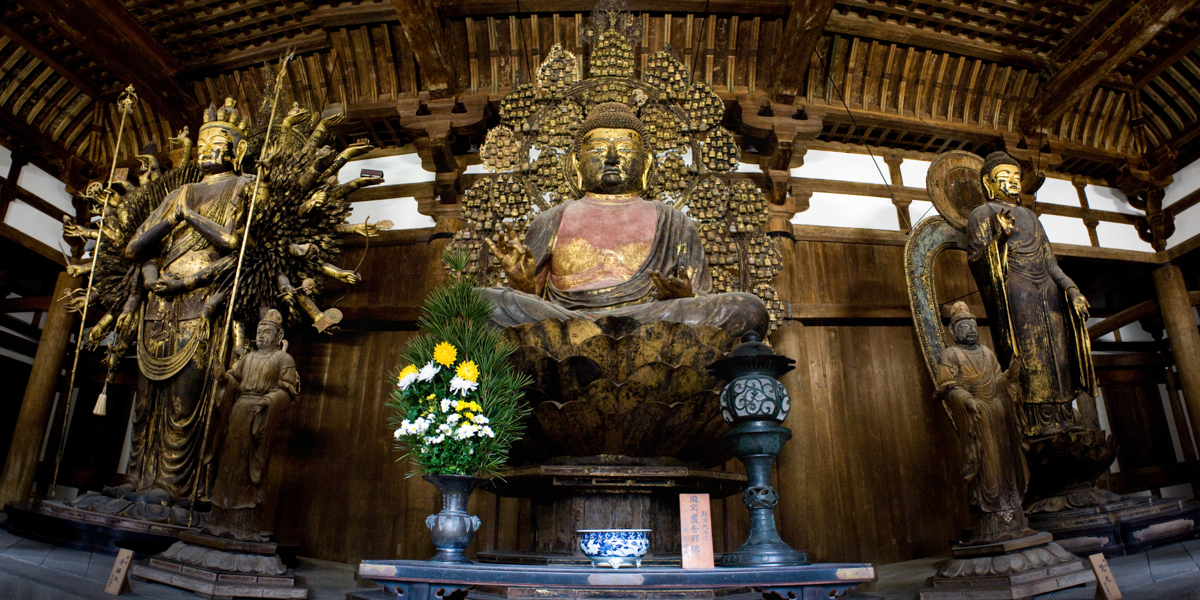
Le statue di Yakushi Nyorai, Rushana Buddha e Senju Kannon si trovano di fronte ai Buddha all'interno del Kōndo